# Парламентские выборы в Бенине (1989)
Выборы в Национальное революционное собрание Бенина проходили 18 июня 1989 года. Количество мест Национального собрания было увеличено со 196 до 206 депутатов. В стране существовала однопартийная система с единственной разрешённой Партией народной революции Бенина. Избиратели голосовали за список из 206 партийных кандидатов. В результате голосования список был одобрен 89,6% голосов, причём 9,7% избирателей проголосовали против Явка составила 86%.. После выборов на заседании 2 августа 1989 года Национальное революционное собрание на безальтернативной основе вновь переизбрало Матьё Кереку президентом страны.

## Результаты
| Выбор                               | Голоса    | %    |
| ----------------------------------- | --------- | ---- |
| Одобрить                            | 1 695 860 | 89,6 |
| Не одобрить                         | 164 665   | 8,7  |
| Воздержались                        | 32 176    | 1,7  |
| Недействительных/пустых бюллетеней  |           | –    |
| Всего                               | 1 892 701 | 100  |
| Зарегистрированных избирателей/Явка | 2 200 815 | 86   |
| Источник: Nohlen et al.             |           |      |